# Lega Basket Serie A de 2025–26
A Temporada 2025–26 da Liga Italiana de Basquetebol será a 104ª edição da competição de elite entre clubes profissionais de basquetebol masculino na Itália. A liga é disputada por 16 equipes após o ingresso de Acqua S. Bernardo Cantù e APU Old Wild West Udine finalistas da Serie A2, que desta forma substituem Estra Pistoia e Givova Scafati, ambas rebaixadas na temporada anterior.
A temporada iniciará com o torneio de pré-temporada chamado de Supercopa (oficialmente: Frecciarossa Supercoppa), disputado no Unipol Forum em Assago (Milão) nos dias 27 e 28 de setembro. (vide:Supercopa "Frecciarossa" 2024 - Assago (Milão)
A equipe da EA7 Emporio Armani é o clube com mais conquistas na Lega Basket Serie A com 31 títulos, porém quem busca a defesa do seu título nacional, bem como seu décimo oitavo "escudeto" é o Virtus Bologna.
A empresa de seguridade UnipolSai renovou seu contrato de patrocínio para a temporada 2024-25 e permanece nomeando a liga. 

## Equipes participantes
|         | Clube                      | Localização     | Arena                       | Capacidade |
| ------- | -------------------------- | --------------- | --------------------------- | ---------- |
| Aumento | Acqua S.Bernardo Cantù     | Cantù           | PalaDesio                   | 6 700      |
| Aumento | APU Old Wild West Udine    | Údine           | PalaCarnera                 | 3 470      |
|         | Banco di Sardegna Sassari  | Sássari         | PalaSerradimigni            | 5 500      |
|         | Bertram Derthona Tortona   | Tortona         | PalaEnergica Paolo Ferraris | 3 510      |
|         | Dolomiti Energia Trento    | Trento          | Il T Quotidiano Arena       | 4 000      |
|         | EA7 Emporio Armani Milano  | Milão           | Unipol Forum                | 12 700     |
|         | Germani Brescia            | Bréscia         | PalaLeonessa A2A            | 5 200      |
|         | Napoli Basket              | Nápoles         | Fruit Village Arena         | 3 890      |
|         | Nutribullet Treviso Basket | Treviso         | PalaVerde                   | 5 344      |
|         | Openjobmetis Varese        | Varese          | Itelyum Arena               | 5 107      |
|         | Pallacanestro Trieste      | Trieste         | PalaTrieste                 | 6 943      |
|         | Trapani Shark              | Trapani         | PalaShark                   | 4 325      |
|         | Umana Reyer Venezia        | Veneza          | PalaSport Taliercio         | 3 509      |
|         | UNAHOTELS Reggio Emilia    | Régio da Emília | PalaBigi                    | 4 530      |
|         | Vanoli Basket Cremona      | Cremona         | PalaRadi                    | 3 519      |
|         | Virtus Bologna             | Bolonha         | Segafredo Arena             | 8 970      |

Fonte: legabasket.it/squadre
Legenda:
- Campeão da Lega Basket 2024-25
- Campeão da Supercopa 2024
- Campeão da Copa da Itália (Final Eight) 2025
- Equipes promovidas da Série A2

## Pré-temporada

### Supercopa "Frecciarossa" 2025 - Milão Assago
A trigésima edição da Supercopa coloca frente a frente o campeão da LBA de 2024-25, Virtus Bologna contra o finalista da Copa da Itália de 2025, o EA7 Emporio Armani Milano e o campeão da Copa da Itália de 2025, Dolomiti Energia Trento, contra o finalista da LBA de 2024-25, neste caso o Germani Brescia. A disputa volta a ser realizada em Milão após nove anos e o maior campeão histórico da competição é o Mens Sana Basket Siena com seis conquistas (2004, 2007, 2008, 2009, 2010, 2011), seguido de perto pelos anfitriões desta edição, EA7 Emporio Armani Milano, com cinco títulos (2016, 2017, 2018, 2020, 2024).
 

A arena que recebe o evento é o Fórum de Milão que desde 2024 possui contrato de Direitos de nome (naming rights) com a empresa de seguridade Unipol, possui capacidade para 15.800 espectadores.
|  | Semifinal                     | Semifinal |  |  | Final                         | Final |  |
|  |                               |           |  |  |                               |       |  |
|  | 27 de Setembro – Unipol Forum |           |  |  |                               |       |  |
|  | Dolomiti Energia Trento       |           |  |  |                               |       |  |
|  | Germani Brescia               |           |  |  |                               |       |  |
|  |                               |           |  |  |                               |       |  |
|  |                               |           |  |  | 28 de Setembro – Unipol Forum |       |  |
|  |                               |           |  |  | Itália                        |       |  |
|  |                               | Itália    |  |  |                               |       |  |
|  |                               |           |  |  |                               |       |  |
|  |                               |           |  |  |                               |       |  |
|  |                               |           |  |  |                               |       |  |
|  | 27 de Setembro – Unipol Forum |           |  |  |                               |       |  |
|  | Virtus Bologna                |           |  |  |                               |       |  |
|  | EA7 Emporio Armani Milano     |           |  |  |                               |       |  |

#### Premiação
| Frecciarossa Supercoppa 2025 (Assago-Milão) |
| Itália                                      |
| ------------------------------------------- |
| Campeão a decidir (° título)                |

MVP da Supercopa de 2025:

## Temporada regular

### Tabela de classificação
| Pos. | Clube                      | P | J | V | D | P+ | P- | SP | Classificação           |
| ---- | -------------------------- | - | - | - | - | -- | -- | -- | ----------------------- |
| 1    | Virtus Bologna             |   |   |   |   |    |    |    | Playoffs                |
| 2    | Trapani Shark              |   |   |   |   |    |    |    | Playoffs                |
| 3    | Germani Brescia            |   |   |   |   |    |    |    | Playoffs                |
| 4    | Dolomiti Energia Trento    |   |   |   |   |    |    |    | Playoffs                |
| 5    | EA7 Emporio Armani Milano  |   |   |   |   |    |    |    | Playoffs                |
| 6    | Pallacanestro Trieste      |   |   |   |   |    |    |    | Playoffs                |
| 7    | UNAHOTELS Reggio Emilia    |   |   |   |   |    |    |    | Playoffs                |
| 8    | Umana Reyer Venezia        |   |   |   |   |    |    |    | Playoffs                |
| 9    | Bertram Derthona Tortona   |   |   |   |   |    |    |    |                         |
| 10   | Banco di Sardegna Sassari  |   |   |   |   |    |    |    |                         |
| 11   | Nutribullet Treviso Basket |   |   |   |   |    |    |    |                         |
| 12   | Openjobmetis Varese        |   |   |   |   |    |    |    |                         |
| 13   | Vanoli Basket Cremona      |   |   |   |   |    |    |    |                         |
| 14   | Napoli Basket              |   |   |   |   |    |    |    |                         |
| 15   | Acqua S.Bernardo Cantù     |   |   |   |   |    |    |    | Rebaixado para Serie A2 |
| 16   | APU Old Wild West Udine    |   |   |   |   |    |    |    | Rebaixado para Serie A2 |

Fonte: legabasket.it>calendario>classifica>stagioni 2025/2026

### Resultados
| Casa\Visitante             | CAN | APU | BAN | BER | DOL | EA7 | GER | NAP | NUT | OPE | TRI | TRA | UMA | UNA | VAN | VIR |
| -------------------------- | --- | --- | --- | --- | --- | --- | --- | --- | --- | --- | --- | --- | --- | --- | --- | --- |
| Acqua S.Bernardo Cantù     |     |     |     |     |     |     |     |     |     |     |     |     |     |     |     |     |
| APU Old Wild West Udine    |     |     |     |     |     |     |     |     |     |     |     |     |     |     |     |     |
| Banco di Sardegna Sassari  |     |     |     |     |     |     |     |     |     |     |     |     |     |     |     |     |
| Bertram Derthona Tortona   |     |     |     |     |     |     |     |     |     |     |     |     |     |     |     |     |
| Dolomiti Energia Trento    |     |     |     |     |     |     |     |     |     |     |     |     |     |     |     |     |
| EA7 Emporio Armani Milano  |     |     |     |     |     |     |     |     |     |     |     |     |     |     |     |     |
| Germani Brescia            |     |     |     |     |     |     |     |     |     |     |     |     |     |     |     |     |
| Napoli Basket              |     |     |     |     |     |     |     |     |     |     |     |     |     |     |     |     |
| Nutribullet Treviso Basket |     |     |     |     |     |     |     |     |     |     |     |     |     |     |     |     |
| Openjobmetis Varese        |     |     |     |     |     |     |     |     |     |     |     |     |     |     |     |     |
| Pallacanestro Trieste      |     |     |     |     |     |     |     |     |     |     |     |     |     |     |     |     |
| Trapani Shark              |     |     |     |     |     |     |     |     |     |     |     |     |     |     |     |     |
| Umana Reyer Venezia        |     |     |     |     |     |     |     |     |     |     |     |     |     |     |     |     |
| UNAHOTELS Reggio Emilia    |     |     |     |     |     |     |     |     |     |     |     |     |     |     |     |     |
| Vanoli Basket Cremona      |     |     |     |     |     |     |     |     |     |     |     |     |     |     |     |     |
| Virtus Bologna             |     |     |     |     |     |     |     |     |     |     |     |     |     |     |     |     |

Fonte: legabasket.it>calendario>stagioni 2025/2026

## Playoffs

### Quartas de finais
| Time 1 | Série | Time 2 | 1º Jogo | 2º Jogo | 3º Jogo | 4º Jogo | 5º Jogo |
| ------ | ----- | ------ | ------- | ------- | ------- | ------- | ------- |
|        | -     |        |         |         |         |         |         |
|        | -     |        |         |         |         |         |         |
|        | -     |        |         |         |         |         |         |
|        | -     |        |         |         |         |         |         |

### Semifinais
| Time 1 | Série | Time 2 | 1º Jogo | 2º Jogo | 3º Jogo | 4º Jogo | 5º Jogo |
| ------ | ----- | ------ | ------- | ------- | ------- | ------- | ------- |
|        | -     |        |         |         |         |         |         |
|        | -     |        |         |         |         |         |         |

### Finais
| Time 1 | Série | Time 2 | 1º Jogo | 2º Jogo | 3º Jogo | 4º Jogo | 5º Jogo |
| ------ | ----- | ------ | ------- | ------- | ------- | ------- | ------- |
|        | -     |        |         |         |         |         |         |

### Premiação
| Lega Serie A UnipolSai 2025–26 |
| Itália                         |
| ------------------------------ |
| Campeão a decidir (° título)   |

MVP das finais:

## Clubes italianos em competições internacionais
| Clube                     | Competição        | TR | TR | PO | PO | Resultado |
| Clube                     | Competição        | V  | D  | V  | D  | Resultado |
| ------------------------- | ----------------- | -- | -- | -- | -- | --------- |
| EA7 Emporio Armani Milano | EuroLiga          |    |    |    |    |           |
| Virtus Bologna            | EuroLiga          |    |    |    |    |           |
| Dolomiti Energia Trento   | EuroCopa          |    |    |    |    |           |
| Umana Reyer Venezia       | EuroCopa          |    |    |    |    |           |
| Pallacanestro Trieste     | Liga dos Campeões |    |    |    |    |           |
| Trapani Shark             | Liga dos Campeões |    |    |    |    |           |
| UNAHOTELS Reggio Emilia   | Liga dos Campeões |    |    |    |    |           |
| Banco di Sardegna Sassari | Copa Europeia     |    |    |    |    |           |